# Margaret Owen
Margaret Owen (1866 – 20 gennaio 1941) è stata una nobildonna inglese.

## Biografia
Era la figlia di Richard Owen.

## Matrimonio
Sposò, il 1º gennaio 1888, David Lloyd George, I conte di Dwyfor, figlio di William George e di Elizabeth Lloyd. Ebbero cinque figli:
- Richard Lloyd-George, II conte di Dwyfor (15 febbraio 1889-1º maggio 1968);
- Lady Mair Eluned (2 agosto 1890-29 novembre 1907);
- Lady Olwen Elizabeth Carey Evans (3 aprile 1892-1990)[1][2][3], sposò Sir Thomas Evans, ebbero quattro figli;
- Gwilym Lloyd-George, I visconte Tenby (4 dicembre 1894-14 febbraio 1967);
- Lady Megan Arfon (22 aprile 1902-14 maggio 1966).

Il 21 ottobre 1920 fondò la Young Wales Association, di cui in seguito ne divenne presidentessa.

## Morte
Morì il 20 gennaio 1941, dopo un periodo di malattia a seguito di una caduta quando si fece male all'anca. Il marito, poi, si risposò con la sua segretaria e amante, Frances Stevenson, nel 1943.